# Kaparódarazsak
A kaparódarazsak (Sphecidae)  az ízeltlábúak (Arthropoda) törzsének a rovarok osztályának a hártyásszárnyúak (Hymenoptera) rendjébe és a fullánkosdarázs-alkatúak (Apocrita) alrendjébe tartozó család.

## Elterjedésük
A sarkvidék kivételével az északi féltekén megtalálhatók – leginkább a meleg mérsékelt övben. Alpesi faj kevés akad, de a sztyeppeken szép számban előfordulnak.  A Földön eddig ismert kaparódarázsfajok száma 8000. Magyarországon 220 fajt mutattak ki.

## Megjelenésük
A kaparódarazsak (ásódarazsak, illetve más néven bányászdarazsak) torpajzsának hátsó széle nem éri el a szárnyak tövét. A fajok színezete igen különböző; egyszínűek és változatos módon tarkázottak is előfordulnak; egyesek színezete kifejezetten feltűnő. Nyeles potrohuk és rendkívül hosszú végtagjaik kecsessé, hajlékonnyá teszik megjelenésüket, de egyes fajoknak a többségtől eltérően ülő potroha van. Szőrzetük annyira gyér, hogy csupaszoknak látszanak. Melltájékuk gyengén fejlett. Hátsó lábszárukon a kültakaró tisztogatását segítő sarkantyú nő.
Legfőbb szervezeti sajátosságuk az ásóméhek hasonló berendezéséhez hasonló ásóláb – elülső lábukon szorosan egymáshoz álló tüskékből kialakult, fésűs lapátjuk van; ezekkel lapátolják a homokszemeket, amikor fészküket építik.
A trópusi fajok nagyobb termetűek a palearktikusaknál.

## Életmódjuk
Többnyire magányosan élő fajok tartoznak ide. Fészkeik a méhek fészkeinél jóval primitívebbek: a fészek rendszerint egyszerű tölcsér, amelyekbe a darázs időnként visszatér. Egyes fajok sárból építenek fészket. A sárfészket kamrákra osztják, bejáratát sokszor kibélelik és elzárják; némely fajok kődarabokat is cipelnek a fészek bejáratához. Több faj fákba rág hosszú járatokat, és oda fészkel. Megesik, hogy több darázs járata találkozik a fában, és ilyenkor az erősebb kiszorítja a gyengébbet. A Chlorioninae alcsalád tagjai költőkamrákat is építenek, és minden petéjüket külön kamrában helyezik el.
A lárvák húsevők, az imágók virágok nektárját nyalogatják. A felnőtt darazsak vadásznak is rovarokra, illetve hernyókra, de nem azért, hogy megegyék őket, hanem fészkükbe hurcolják a megbénított áldozatokat, hogy a kikelő lárváknak legyen tápláléka. Minden kaparódarázs fajnak megvan a maga kedvenc zsákmányállata, amit rendszerint a pontosan az idegdúcba döfött fullánk mérgével tesz mozgásképtelenné.
Amikor a lárva már eleget evett, jellemzően palack formájú gubót sző maga köré, és többszöri vedléssel ebben alakul át. A kikelt, fiatal darazsak a nyár derekán párzanak.

## Alcsaládok, nemzetségek és nemek
- Ammophilini alcsalád - André, 1886
  - Ammophila
  - Eremnophila
  - Eremochares
  - Hoplammophila
  - Parapsammophila
  - Podalonia
- Chloriontini alcsalád - Fernald, 1905
  - Chlorion

† Mendampulicini alcsalád - Antropov, 2000
- - Mendampulex

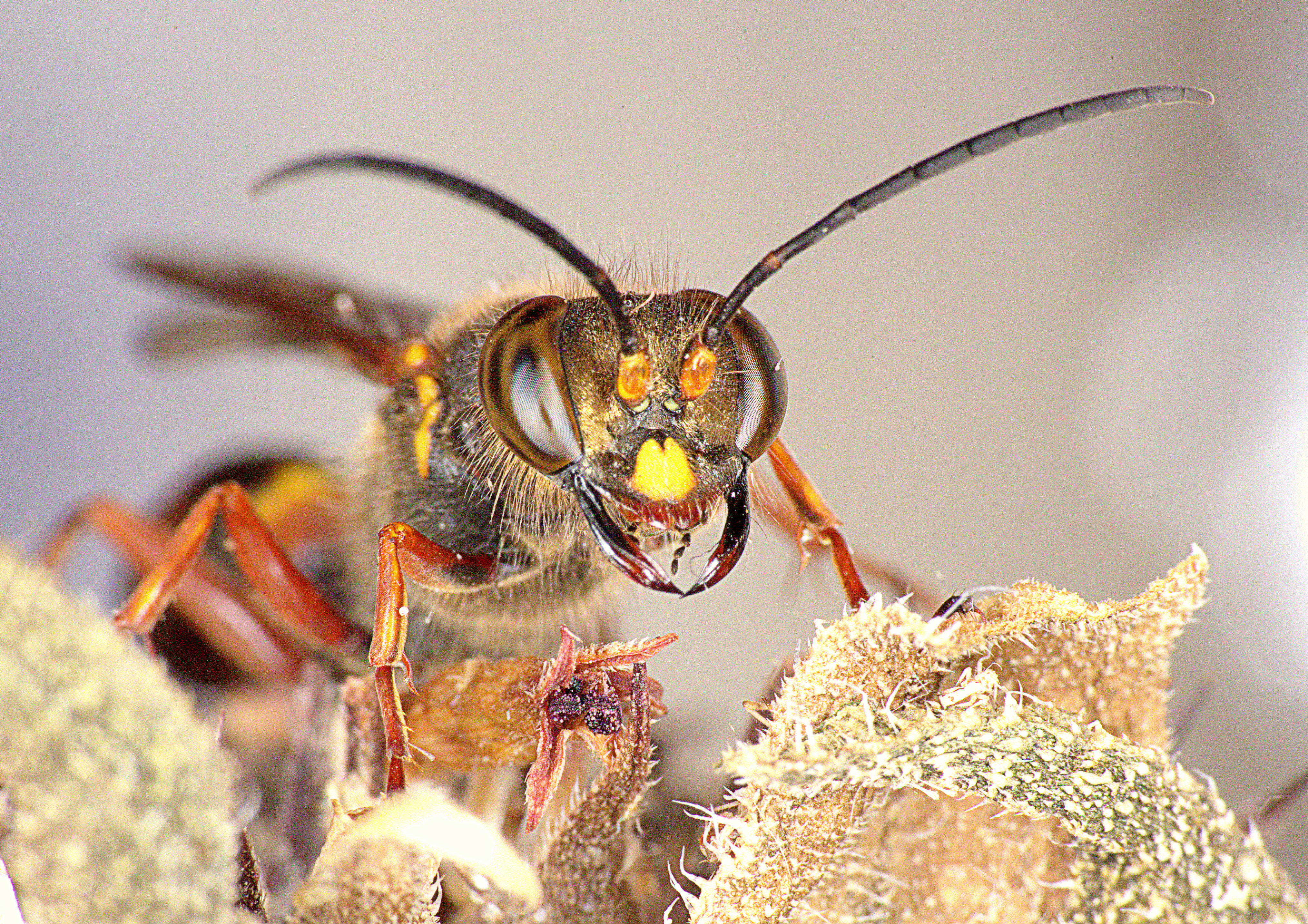
Barnalábú lopódarázs (Sceliphron curvatum) nőstény

- Sceliphrini alcsalád - Ashmead, 1899
  - Podiina nemzetség - de Saussure, 1892
    - Dynatus
    - Penepodium
    - Podium
    - Trigonopsis

  - Sceliphrina nemzetség - Ashmead, 1899
    - Chalybion
    - †Hoplisidia
    - Sceliphron
- Sphecini alcsalád - Latreille, 1802
  - Prionychina  nemzetség - Bohart & Menke, 1963
    - Chilosphex
    - Palmodes
    - Prionyx

  - Sphecina nemzetség - Latreille, 1802
    - Isodontia
    - Isodontia - Sphex

  - Stangeellina nemzetség - Bohart & Menke, 1976
    - Stangeella

## Ismertebb magyarországi fajok
- piroslábú hernyóölő (Ammophila heydeni)
- homoki hernyóölő (közönséges homoki darázs, Ammophila sabulosa),
- gyakori lopódarázs (Sceliphron destillatorium)
- nagy szöcskeölő darázs (Sphex maxillosus)
- szöcskeölő darázs (Sphex ruficinctus)